# دروازه قبله

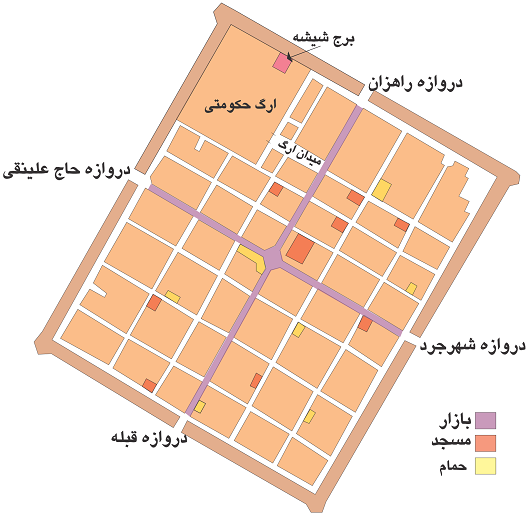
موقعیت دروازه قبله در قلعه سلطان‌آباد

سردر تازه ساز بازار در محل دروازه قبله

دروازه قبله یکی از دروازه‌های ورودی بازار شهر قدیم سلطان آباد بود که در دوران قاجار ساخته شد و هم‌اکنون در جنوب بازار اراک قرار دارد. از آن رو که این دروازه در سمت جنوبی قلعه سلطان‌آباد قرار داشت که در راستای قبله می‌باشد، به دروازه قبله شهرت یافت.
ساخت دروازه در دوران ایجاد شهر در سال ۱۲۲۷ قمری و احتمالا همزمان با ساخت بازار آغاز شد. این دروازه با گذشت زمان از بین رفت.